# センチュリータワー
センチュリータワーは、東京都文京区本郷（御茶ノ水）にある高層ビル。旺文社社主・赤尾一夫が計画した建築物で、現在は学校法人順天堂が所有する。

## 概要
この地には、1925年（大正14）年に竣工した日本におけるアパートの先駆、お茶の水文化アパートメントがあった。戦後の一時期、進駐軍の将校宿舎として使われたが、その後、旺文社創業者である赤尾好夫が買い取り、修学旅行生などを泊める日本学生会館として運営した。
好夫の死後に建物は解体され、文化放送ブレーン株の店頭公開で巨利を得た好夫の長男・一夫が、グループの新たな拠点として計画したのがセンチュリータワーである。1987年（昭和62年）にオーナー会社として、「センチュリータワー」を設立して、翌年12月に住友不動産とサブリースの予約契約を締結。竣工した91年4月に、改めて15年間にわたる賃貸借契約を結んでいる。
一夫はモダンアートの目利きらしく、建設計画の途上で訪れた香港上海銀行ビルに強く惹かれ、最初に頼んだ設計者を降ろし、同ビルを設計したイギリスの著名建築家ノーマン・フォスターに依願するこだわりようで、設計料は18億円にもなった。建設費は212億円で、旺文社の体力からすれば分不相応に金融機関からの借り入れは181億円に上った。
すべてが一夫の好みどおりに造られたものの、南北に建つ21階と19階のツインタワーを、高さ72メートルのアトリウムで挟んだ、二層でワンフロアの特異な構造であるなどの容積の割に床面積が少なく、維持管理費も割高で使い勝手がいいとは言えなかった。フォスターが提案したツインタワーの間にアトリウムを設ける案は、建築基準法の防災規定に触れるため、実現不可能かと思われた。だが、大林組との約2ヵ月の検討の結果、加圧防煙方式という防災システムを考案。38条の大臣認定を取得し、解決に至った。
ビルの地下には、一夫の趣味の高級クラシックカーが多い時は20台も並び、そこから専用エレベーターで18階に上がると、一夫と文夫の執務室、秘書や側近の部屋があった。百畳ほどある一夫の部屋は、正面に台座も含めると3メートルはあろうかという金色の仏像が鎮座しており、入るものは度肝を抜かれた。その上の階は迎賓館のようになっており、ガラス張りの天井の下、風呂までしつらえていた。屋根の大きな曲線が目を引く低層棟には、フィットネスクラブも作り、法人会員1口5000万円でフジテレビにも買わせた。地下2階には、2000点の古美術を収蔵するセンチュリーミュージアムを開設した。館長には一夫が古美術の世界で師と仰ぐ古筆学の泰斗、小松茂美が就いた。
オフィスには、11階から上に日本航空、10階以下に大林組設計部が入居した。のちに野村総合研究所（お茶の水総合センター）が1棟借りしたが、2003年（平成15年）2月に退去。以後、オフィスは丸ごと空いていたが。07年には加賀電子が本社として1棟借りしていた。
ほかに、タイのホテル「デュシタニ バンコク」と提携したフレンチベトナム料理「デュシット・ティエンドン」、中国喫茶「大千茶樓（だいせんさろう）」も営業していた。

### 学校法人順天堂が取得
2007年（平成19年）3月、アイ・キャピタル・エステート（本社：渋谷区）のファンドの特別目的会社（SPC）から、住友信託銀行グループのSPCがこのビルを取得した。09年8月には、住信グループのSPCが売りに出したこのビルを近隣にキャンパスと病院を置く学校法人順天堂が取得し、校舎として改装され、14年4月、17階に「順天堂大学日本医学教育歴史館」が開設された（現在、休館中）。

## 係争
バブル崩壊後、都内各所のオフィスビルを舞台に「サブリース訴訟」が起こるが、センチュリータワーもその一つだった。先述の通り、オーナーだったセンチュリータワーは、1991年（平成3年）4月、住友不動産とサブリースを締結した。住友不動産がセンチュリータワーに保証した当初の年間賃料は約20億円。それを3年ごとに10%値上げすることも契約に盛り込まれた。86年から91年まで、東京のオフィスビル賃料は毎年10%以上の伸び率で上がっていた。そうした市況のなか、3年で10%の賃料の値上げという条件をつけても、サブリース側は十分利益を上げられると認識していたようだった。だが、93年以降、オフィスビルの賃料は下落に転じ、96年までの3年間は毎年10%以上の下落を示した。
1994年（平成6年）4月から、住友不動産はセンチュリータワーに対する毎月の分割賃料を減額して支払い始めた。「借地借家法32条の賃料減額請求権を行使する」という理由だった。これに対して、同年5月、センチュリータワーは住友不動産を相手取り、「当初の契約を守られるべき」と東京地裁に提訴した。98年8月、東京地裁は「借地借家法32条は本契約に適用されない。」と判決。センチュリータワー側が勝訴した。住友不動産側はこれを不服として直ちに控訴。00年1月、東京高裁は「当初賃料については借地借家法は適用されない。ただし、契約時の値上げ率については適用され、値上げ率0%が相当である」という判決を下した。この判決を双方とも不服として上告。03年10月、最高裁は「サブリース契約にも借地借家法が適用されるので、借り主には賃料減額を請求する権利がある」との初判断を示して差し戻した。
2005年（平成17年）12月19日、東京高裁での差し戻し控訴審で、和解が成立したことが分かった。成立した和解はセンチュリータワー側が住友不動産に和解金として17億円を支払うことを条件としている。住友不動産が主張した賃料の減額がすべて認められた場合、払い込み賃料の返還額は百数十億に達したとみられるが、実際の受取額は少額にとどまった。和解協議の内容について、双方は守秘義務を理由に明らかにしていないが、関係者によると、同高裁は、最高裁が「相当な賃料額の決定には、諸般の事情を総合的に考慮すべき」としたことを重視。契約にいたった経緯や事情、近隣の賃料相場、事業の収支予測、建設時に地主が銀行から受けた融資の返済予定 などを詳細に数値化して各年ごとの適正な賃料額を算出し、両社に和解を勧告したものとみられる。

### 注
1. ↑  89年6月、弟で副社長だった文夫に旺文社社長の座を譲り、代表取締役・社主となる。06年10月急死。享年58[5][6]。

1. 1 2 3 4 5 6 7 8 9 10 11 12 13  『新建築』1991年7月号. p.351
2. 1 2 3 4 5 6 7 8 9 10  『日経アーキテクチュア』2003年7月21号. p.62
3. 1 2  森喜則、今吉賢一 1992, p. 198.
4. 1 2 3 4  中川一徳 2019, p. 205.
5. ↑  「旺文社の社長に赤尾文夫氏が昇格」『朝日新聞』8頁 1989年6月23日
6. ↑  中川一徳 2006, p. 533.
7. 1 2 3 4 5 6 7 8 9 10  中川一徳 2019, p. 206.
8. 1 2 3  『日経アーキテクチュア』2003年7月21号. p.63
9. 1 2  森喜則、今吉賢一 1992, p. 199.
10. ↑  中川一徳 2019, p. 207.
11. 1 2  “【売買】英有名建築家が設計した水道橋のセンチュリータワー、住友信託銀行グループが取得”. 日経不動産マーケット情報. (2007年7月13日) 2022年8月6日閲覧。
12. ↑  「【売買】文京区本郷のセンチュリータワー、順天堂が住友信託銀行グループから取得」『日経不動産マーケット情報』2009年9月8日。オリジナルの2025年1月13日時点におけるアーカイブ。2025年5月14日閲覧。
13. ↑  「ミュージアムへ行こう 順天堂大学 日本医学教育歴史館 医療発展させた情熱」『読売新聞』夕刊 6頁 2020年1月21日
14. ↑  『日経アーキテクチュア』2003年7月21号. p.62 - 63.
15. 1 2 3 4 5  『日経アーキテクチュア』2003年7月21号. p.63.
16. 1 2 3 4 5 6  「サブリース賃料減額訴訟、地主側が17億円支払い 東京高裁、住友不動産と和解」『日本経済新聞』42頁 2005年12月20日

## 関連書籍
- センチュリー文化財団編『センチュリータワーデザインを解剖する』センチュリー文化財団、1992年。